# Víctor Mañón
Víctor Omar Mañón Barrón, noto semplicemente come Víctor Mañón (Celaya, 6 febbraio 1992), è un calciatore messicano, attaccante del Panathinaikos Chicago.

## Caratteristiche tecniche
È un centravanti.

## Carriera
Cresciuto nel settore giovanile del Pachuca, ha esordito in prima squadra il 17 agosto 2008 disputando l'incontro di Primera División pareggiato 1-1 contro l'América.

## Palmarès

### Club
- CONCACAF Champions' Cup: 1

Pachuca: 2008